# Альфонс Декандоль
Альфо́нс Луї́ П'єр Пірамю́ Декандо́ль (фр. Alphonse Louis Pierre Pyramus de Candolle ; 27 жовтня 1806, Париж — 4 квітня 1893, Женева) — швейцарський ботанік. Син Огюстена Пірама Декандоля.

## Наукова діяльність
Професор Женевського університету (з 1841); завершив видання «Вступ до природної системи царства рослин» (т. 8-17, 1844—1874), розпочате його батьком. Один з основоположників географії рослин (вивчав закономірності їхнього розселення у зв'язку з умовами середовища та геологічною історією) і вчення про походження культурних рослин. Ініціатор розробки Міжнародного кодексу ботанічної номенклатури. Автор низки праць з історії науки.
У 1859 році він був обраний іноземним членом Шведської королівської академії наук. У 1889 році нагороджений медаллю Ліннея Лондонського Ліннеївського товариства. У 1878 році був обраний іноземним членом Нідерландської королівської академії наук.

## Окремі публікації
- de Candolle, Alphonse (1855). Géographie botanique raisonnée. Paris: V. Masson. OCLC 2156582.
- de Candolle, Alphonse (1885). Origin of Cultivated Plants. New York: Appleton. Процитовано 19 лютого 2015. (First edition in French)
- Candolle, Alphonse de; Candolle, Casimir de (1878–1896). Monographiæ phanerogamarum Prodromi nunc continuatio, nunc revisio. 9 vols (лат.). Paris: vol.1-8, G. Masson; vol.9, Masson & Cie. Архів оригіналу за 24 лютого 2022. Процитовано 21 січня 2022.
- Candolle, Alphonse de - Lois de la nomenclature botanique adoptées par le Congrès international de botanique tenu à Paris en août 1867... [Архівовано 8 грудня 2021 у Wayback Machine.] Genève et Bale: H. Georg; Paris: J.-B. Baillière et fils, 1867. 64 p.
- Candolle, Alphonse de (Membre Corr. de l'Acad. Sciences, Paris; Foreign Member, Royal Soc, etc.) - Histoire des Sciences et des Savants depuis deux Siècles. Geneva, 1873.
- Candolle, Alphonse de. (1882). Darwin considéré au point de vue des causes de son succès et de l'importance de ses travaux. Genève: H. Georg.